# 广兴站
广兴站是位于重庆市江津区广兴镇的一个铁路车站，邮政编码402271。车站建于1947年，随原綦江铁路一起启用:336，现有川黔铁路经过该站，距离重庆站81公里，车站及其上下行区间均已电气化。本站隶属成都铁路局重庆车务段，客运业务于2010年停办，现仅办理货运业务，是四等站。